# Phellopsis amurensis
Phellopsis amurensis es una especie de coleóptero de la familia Zopheridae.

## Distribución geográfica
Habita en Japón.